# Gymnodorvillea floridana
Gymnodorvillea floridana är en ringmaskart som beskrevs av Wainwright och Perkins 1982. Gymnodorvillea floridana ingår i släktet Gymnodorvillea och familjen Dorvilleidae. Inga underarter finns listade i Catalogue of Life.